# Phyllanthus manicaensis
Phyllanthus manicaensis är en emblikaväxtart som beskrevs av Jean F.Brunel och Radcl.-sm.. Phyllanthus manicaensis ingår i släktet Phyllanthus och familjen emblikaväxter.
Artens utbredningsområde är Moçambique. Inga underarter finns listade i Catalogue of Life.